# Hotu Matuʻa

Posizione geografica dell'Isola di Pasqua

Hotu Matuʻa è stato il leggendario primo colonizzatore e ariki mau ("capo supremo" o "re") dell'Isola di Pasqua e antenato dei Rapa Nui. Il gruppo di Hotu Matuʻa con le sue due canoe (o una singola canoa a doppio scafo) era composto da polinesiani della terra di Hiva (probabilmente le Isole Marchesi). Sbarcarono sulla spiaggia di Anakena spargendosi sull'isola, dividendosi in clan a seconda del figlio da cui discendevano e vivendo per oltre 1000 anni isolati sull'isola posta all'estremità sudorientale del triangolo polinesiano.

## Storia
I polinesiani giunsero la prima volta a Rapa Nui (chiamata anche Isola di Pasqua) tra il 300 e l'800. Si tratta di tradizioni orali ricavate dalle leggende isolane. La linguistica, il DNA e la palinologia indicano un primo insediamento polinesiano sull'isola in quel periodo, ma è improbabile che altri dettagli possano essere verificati. In questo periodo i polinesiani stavano colonizzando le isole in buona parte dell'oceano Pacifico. Hotu Matuʻa guidò il suo popolo da Hiva. L'analisi linguistica, in seguito al paragone tra la lingua rapanui e altre lingue polinesiane, porta a ipotizzare nelle Isole Marchesi il punto di partenza.

## Leggenda
Hau-Maka sognò che il suo spirito avrebbe viaggiato in terre lontane, aiutando la ricerca di nuove terre per re Hotu Matuʻa. Raggiunse il Mata ki te raŋi (Occhi che guardano il cielo). L'isola fu chiamata anche Te pito ʻo te henua, che significa "l'ombelico del mondo". Le due isole vengono comunemente chiamate Isola di Pasqua.
Quando Hau-Maka si svegliò raccontò il sogno al re. Il re ordinò a sette uomini di recarsi sull'isola partendo da Hiva, loro casa mitologica, per investigare. Trovarono la terra e ritornarono a Hiva. Il re stesso raggiunse la nuova isola.

## Teorie e controversie

### Tuꞌu ko Iho
La somiglianza del nome con quello dell'antico dio creatore di Mangareva, Atu Motua ("Padre Signore") ha portato alcuni storici a sospettare che Hotu Matuꞌa sia stato aggiunto alla mitologia pasquense solo negli anni 1860, assieme all'adozione della lingua mangarevana. Il "vero" fondatore sarebbe stato Tuꞌu ko Iho, diventato solo un personaggio secondario nelle leggende centrate su Hotu Matuꞌa.

### Date del primo insediamento
Vi sono molti dubbi riguardo alla veridicità di questa leggenda e alla data del primo insediamento. Secondo la letteratura pubblicata l'isola sarebbe stata colonizzata attorno al 300-400 o all'arrivo dei primi coloni nelle Hawaii. Alcuni scienziati sostengono che l'Isola di Pasqua non sia stata abitata fino al 700-800. Questa data si basa sui calcoli glottocronologici e su tre datazioni al carbonio sul carbone che sembra essersi creato durante le attività di pulizia della foresta, mentre un recente studio, con datazioni al carbonio su altro materiale, dimostrerebbe che l'isola fu abitata nel 1200. Questa teoria sembra essere sostenuta dalle ultime informazioni sulla deforestazione dell'isola che sarebbe cominciata attorno allo stesso periodo. Qualsiasi attività umana precedente sembra essere stata insignificante o di basso impatto.

### America Meridionale o Polinesia
L'etnografo norvegese Thor Heyerdahl indicò molte somiglianze culturali tra le culture dell'Isola di Pasqua e degli indiani sudamericani, il che suggerirebbe l'arrivo di coloni dal continente. Secondo le leggende locali un gruppo di lunghe-orecchie sconosciuti definiti hanau eepe erano giunti sull'isola dopo i polinesiani, introducendo la tecnologia per la lavorazione della pietra e tentando di schiavizzare i polinesiani locali. Secondo alcune vecchie versioni della leggenda gli hanau epe sarebbero stati gli abitanti originali, mentre i polinesiani sarebbero giunti in seguito da Oparo. Dopo che i reciproci sospetti fecero scoppiare un violento scontro, gli hanau eepe furono sconfitti e sterminati, lasciando un solo sopravvissuto. La prima descrizione della demografia dell'isola è di Jacob Roggeveen nel 1722, il quale affermava che la popolazione era composta da due gruppi etnici, uno chiaramente composto da polinesiani e l'altro da "bianchi" con orecchie tanto lunghe da poterle unire dietro la nuca. Roggeveen notò anche come alcuni isolani fossero "generalmente alti di statura". La loro altezza fu indicata dagli spagnoli che visitarono l'isola nel 1770 perfino di 196 o 199 cm.
Il fatto che le patate dolci, la base della dieta polinesiana, e altre piante domestiche siano di origine sudamericana potrebbe dimostrare un qualche contatto tra le due culture. O i polinesiani si sono recati in Sudamerica e hanno fatto ritorno, o le barche di balsa sudamericane hanno raggiunto la Polinesia, forse senza più riuscire a tornare a causa delle scarse capacità di navigazione e alle fragili barche. Legami con i polinesiani in Sudamerica sono stati trovati tra i Mapuche del Cile centromeridionale. Il nome polinesiano per indicare la piccola isola Sala y Gómez (Manu Motu Motiro Hiva, "isola dell'uccello sulla via per una terra lontana") a est dell'Isola di Pasqua è un altro indizio del fatto che il Sudamerica ne era a conoscenza anche prima dell'arrivo degli spagnoli. A complicare la situazione c'è il fatto che il termine Hiva ("terra molto lontana") era anche il nome della terra madre leggendaria degli isolani. Un'inspiegabile insistenza nel sostenere un'origine orientale per i primi coloni era unanime tra gli isolani in tutti i vecchi racconti.
La principale corrente archeologica è scettica riguardo qualsiasi influenza non polinesiana nella preistoria dell'isola, nonostante la discussione sia diventata politica. L'analisi del DNA effettuata sugli attuali abitanti dell'isola (non disponibile ai tempi di Heyerdahl) offre una prova convincente delle origini polinesiane. Comunque, dato che pochi isolani sono sopravvissuti alle razzie dei cacciatori di schiavi del XIX secolo, alle epidemie e alle deportazioni (forse lo 0,25% della popolazione), queste prove dipendono da quanto i sopravvissuti siano rappresentativi della popolazione originaria.